# Jurij Szulman
Jurij Szulman, ros. Юрий Шульман, ang. Yury Shulman (ur. 29 kwietnia 1975 w Mińsku) – amerykański szachista pochodzenia białoruskiego, arcymistrz od 1995 roku.

## Kariera szachowa
Pierwszy sukces odniósł w roku 1993, zwyciężając w turnieju rozegranym w Mińsku. W niedługim czasie awansował do ścisłej czołówki szachistów Białorusi, w roku 1994 zdobywając tytuł mistrza kraju oraz triumfując w memoriale Izaaka Bolesławskiego, rozegranym w Mińsku. W tym samym roku zadebiutował również w narodowej drużynie na szachowej olimpiadzie w Moskwie. W 1995 podzielił I m. w kolejnym turnieju w Mińsku oraz zwyciężył (przed Wiktorem Bołoganem) we Władywostoku. Osiągnął również duży sukces, zdobywając w Holon tytuł mistrza Europy juniorów do lat 20. W 1996 oraz 1998 wystąpił na dwóch kolejnych olimpiadach, a w 1997 – w drużynowych mistrzostwach Europy w Puli. W 1998 podzielił I m. w mistrzostwach Białorusi. Od 1999 reprezentuje barwy Stanów Zjednoczonych, należąc do czołowych szachistów tego kraju. W tym roku podzielił I m. (wspólnie z Nigelem Shortem, a przed Jaanem Ehlvestem i Aleksandrem Wojtkiewiczem) w Dhace. W kolejnych latach osiągnął następujące sukcesy:
- dz. I m. w Las Vegas (2000),
- I m. w memoriale Georges'a Koltanowskiego w San Francisco (2000),
- dz. I m. w Filadelfii (2001),
- dz. I m. (wspólnie z Aleksandrem Wojtkiewiczem) w San Francisco (2001),
- I m. w Dallas (2001),
- dz. I m. w Toronto (2002),
- I m. w Richardson (2002),
- dz. II m. w mistrzostwach kontynentu amerykańskiego w Buenos Aires (2003),
- dz. III m. w mistrzostwach Stanów Zjednoczonych w La Jolla (2005),
- dz. I m. (wspólnie z Igorem Nowikowem) w Richardson (2005),
- awans (po wyeliminowaniu Wadima Zwiagincewa i Aleksandra Chalifmana) do III rundy Pucharu Świata w Chanty-Mansyjsku (2005)[2],
- srebrny medal w mistrzostwach Stanów Zjednoczonych w San Diego (2006, po porażce w finale z Aleksandrem Oniszczukiem)[3],
- I m. w Chicago (2006),
- dz. I m. w Dallas (2007),
- dz. III m. w mistrzostwach USA w Stillwater (2007),
- dz. I m. (wspólnie z Wadimem Miłowem) w Chicago (2007),
- tytuł mistrza Stanów Zjednoczonych w Tulsie (2008)[4],
- I m. w Montrealu (2008),
- dz. I m. w Mashantucket – dwukrotnie (2008, wspólnie z Aleksandrem Iwanowem, Aleksandrem Szabałowem, Robertem Hessem i Julio Becerrą Rivero oraz 2009, wspólnie z Darmenem Sadwakasowem),
- tytuł wicemistrza Stanów Zjednoczonych w Saint Louis (2010)[5].

W 2008 zadebiutował w reprezentacji Stanów Zjednoczonych na olimpiadzie w Dreźnie.
Od roku 1994 napisał wiele artykułów i opracowań szachowych dla fachowych wydawnictw, m.in. New in Chess, ChessBase Magazine, Chess Life oraz Chess Informant. W 2006 roku był trenerem żeńskiej reprezentacji Stanów Zjednoczonych podczas olimpiady w Turynie. Jest założycielem fundacji Szachy bez barier, która zajmuje się m.in. propagowaniem szachów w szkołach i małych miejscowościach. Prowadzi również własną szachową szkółkę.
Najwyższy ranking w dotychczasowej karierze osiągnął 1 lipca 2009, z wynikiem 2648 punktów zajmował wówczas 85. miejsce na światowej liście FIDE.